# Manikpur Sarhat
Manikpur Sarhat is een nagar panchayat (plaats) in het district Chitrakoot van de Indiase staat Uttar Pradesh. 

## Demografie
Volgens de Indiase volkstelling van 2001 wonen er 14.915 mensen in Manikpur Sarhat, waarvan 53% mannelijk en 47% vrouwelijk is. De plaats heeft een alfabetiseringsgraad van 62%. 